# Raimo Ramón Goyarrola Belda
Raimo Ramón Goyarrola Belda (nascido em 20 de julho de 1969, Bilbau) é um clérigo católico romano espanhol, membro da Opus Dei e atual bispo de Helsinque.

## Educação
Ramón Goyarrola Belda ingressou na prelazia pessoal do Opus Dei aos dezoito anos, em 1987, após sua mãe falecer de câncer. Formou-se em Medicina e Cirurgia pela Universidade de Navarra em 1992 e trabalhou numa ala psiquiátrica e nas Forças Armadas Espanholas até aos 25 anos. Ingressou na Pontifícia Universidade da Santa Cruz, formando-se em Filosofia e Teologia em 2002, e onde obteve o doutorado em Teologia Dogmática.

## Sacerdócio
Em 1 de setembro de 2002, Goyarrola foi ordenado sacerdote da Opus Dei. Após a ordenação, passou 4 anos em Sevilha. Em 2006, mudou-se para Helsinque, Finlândia, onde iniciou seu trabalho pastoral como capelão na residência estudantil Tavasttähti e como Assistente Pastoral Universitário em Helsinque. Mais tarde, assumiu vários cargos pastorais: capelão universitário no Helsinki Commercial College, professor de religião em várias escolas públicas, capelão militar, representante da Diocese de Helsinque no Conselho Ecumênico de Igrejas da Finlândia, onde foi membro do Comitê de Ética e do conselho executivo.
Em setembro de 2011, Goyarrola tornou-se Vigário-Geral da Diocese de Helsinque. Além disso, foi membro do Colégio dos Consultores, do Conselho Presbiteral entre 2017-2022 e da Comissão Diocesana de Liturgia, bem como postulador da causa de canonização do Beato Bispo Hemming e moderador da Irmandade do Santíssimo Sacramento. Ele tornou-se cidadão finlandês e adotou o nome local Raimo.

## Episcopado
Em 29 de setembro de 2023, o Papa Francisco nomeou Goyarrola como bispo de Helsinque. Em 25 de novembro, ele recebeu a consagração episcopal pelo cardeal Anders Arborelius, OCD, bispo de Estocolmo; os principais co-consagradores foram o núncio apostólico Julio Murat e o bispo emérito Teemu Sippo, SCI. Sua consagração episcopal ocorreu na Igreja de São João em Helsinque, que é uma igreja luterana. Outros doze bispos participaram da ordenação; também bispos, clérigos e fieis de outras confissões estiveram presente. O Bispo Raimo assumiu sua sé, a Catedral de Santo Henrique, no mesmo dia.
Dom Raimo Goyarrola é o Grão Prior da Tenência Finlandesa da Ordem Equestre do Santo Sepulcro de Jerusalém. Desde 11 de setembro de 2024, é vice-presidente da Conferência Episcopal Escandinava.

## Obras
- Iglesia de Roma y ministerio petrino. Estudio sobre el sujeto del primado (sedes o sedens) en la literatura teológica postconciliar. Dissertationes. Series theologica 8. Roma: Edizioni Università della Santa Croce. 2002. ISBN 978-88-8333-041-4
- Eutanasia. Muutamia lääketieteellisiä ja eettisiä kysymyksiä. Helsinki: KATT. 2013. ISBN 978-952-9627-79-0
- Kirjeitä taivaasta – Iloiset salaisuudet. Helsinki: KATT. 2016. ISBN 978-952-7153-00-0
- Kirjeitä taivaasta II – Valoisat salaisuudet. Helsinki: KATT. 2018. ISBN 978-952-7153-26-0
- José Miguel Cejas (2018). Mitternachtssonne: Warmer Nordwind. Lebenszeugnisse von Christen in den nordischen Ländern (Cálido viento del norte. Relatos de los disidentes de las ideologías dominantes en Suecia, Noruega, Dinamarca y Finlandia, Islandia, Goenlandia y las Islas Feroe) (Helga Kegel, Janni Büsse, trad.). Kißlegg: fe-Medienverlag. pp. 68-75. ISBN 978-3-86357-214-3
- Ihmiselämä äidin kohdussa. Helsinki: KATT. 2019. ISBN 978-952-7153-31-4
- Kirjeitä taivaasta III – Murheelliset salaisuudet. Helsinki: KATT. 2021. ISBN 978-952-7153-56-7
- Kirjeitä taivaasta IV – Kunniakkaat salaisuudet. Helsinki: KATT. 2022. ISBN 978-952-7153-64-2
- Romper el hielo: Historias de un sacerdote católico en Finlandia. Madrid: Palabra. 2025. p. 256. ISBN 978-8413684499